# سفارة الجزائر في سويسرا
سفارة الجزائر في سويسرا هي أرفع تمثيل دبلوماسي لدولة الجزائر لدى سويسرا. تقع السفارة في برن وهي تهدف لتعزيز المصالح الجزائرية في سويسرا.

## وصلات خارجية
- قائمة سفارات الجزائر
- قائمة السفارات في سويسرا